# Homonyx simoensi
Homonyx simoensi är en skalbaggsart som beskrevs av Soula 2010. Homonyx simoensi ingår i släktet Homonyx och familjen Rutelidae. Inga underarter finns listade i Catalogue of Life.